# Pohranice
Pohranice, do roku 1948 Pogranice (německy Pogranitz, maďarsky Pográny) jsou obec na Slovensku v okrese Nitra. Při sčítání v roce 2011 v obci žilo celkem 1074 obyvatel. Z toho 514 osob (48%) slovenské, 511 osob maďarské (48%) a 38 osob (4%) nezjištěné, nebo jiné národnosti.

## Historie
Místo je poprvé písemně zmíněno v roce 1075 jako Pagran, jako nadace nově založeného kláštera Hronský Beňadik. V té době bylo evidováno 15 statků, vinic a šest jiter orné půdy. V roce 1113 se vlastnictví změnilo na zoborský klášter, v roce 1218 na arcibiskupství Ostřihom a diecézi v Nitře, Ostřhomskou a Nitranskou kapituli a rod Forgáchů. 1479 se zmiňují dvě místa pojmenovaná Nagpogran a Kyspogran.
Rozdělená obec utrpěla za tureckých válek v 16. a 17. století a byla v roce 1576 vypálena. Teprve po skončení kuruckých povstání na počátku 18. století se město mohlo vzpamatovat. V roce 1787 bylo evidováno 120 domů a 920 obyvatel. V roce 1808 bylo začleněno místo zvané Eger.
Součástí obce byla od roku 1976 do roku 1990 sousední obec Hosťová.

## Pamětihodnosti
- římskokatolický kostel Všech svatých, původně postavený v raně románském stylu, přestavěn v roce 1723[2]
- historická expozice v domě postaveném v typickém stylu regionu
- barokně-klasicistní venkovský statek z 18. století